# Tokyo Aliens
Tokyo Aliens (東京エイリアンズ?, Tōkyō Eirianzu) è un manga scritto e disegnato da NAOE, pubblicato sulla rivista Monthly GFantasy di Square Enix dal 17 aprile 2020.

## Pubblicazione

### Manga
Tokyo Aliens, scritto e disegnato da NAOE, viene pubblicato sulla rivista Monthly GFantasy di Square Enix dal 17 aprile 2020. Il primo volume tankōbon della serie è stato pubblicato il 26 settembre 2020. Al 26 luglio 2025 sono stati distribuiti in totale undici volumi. In America del Nord il manga è edito da Square Enix Manga & Books, in Polonia da Studio JG, mentre in Italia da Star Comics. La traduzione dei testi è curata da Rie Zushi.

#### Volumi
| Nº | Data di prima pubblicazione | Data di prima pubblicazione                                                 | Data di prima pubblicazione | Data di prima pubblicazione |
| Nº | Giapponese                  | Giapponese                                                                  | Italiano                    | Italiano                    |
| -- | --------------------------- | --------------------------------------------------------------------------- | --------------------------- | --------------------------- |
| 1  | 26 settembre 2020           | ISBN 978-4-7575-6865-5                                                      | 25 gennaio 2023             | ISBN 978-88-226-3670-6      |
| 2  | 27 febbraio 2021            | ISBN 978-4-7575-7118-1                                                      | 22 febbraio 2023            | ISBN 978-88-226-3819-9      |
| 3  | 27 luglio 2021              | ISBN 978-4-7575-7391-8                                                      | 19 aprile 2023              | ISBN 978-88-226-3923-3      |
| 4  | 27 gennaio 2022             | ISBN 978-4-7575-7700-8                                                      | 21 giugno 2023              | ISBN 978-88-226-4086-4      |
| 5  | 27 luglio 2022              | ISBN 978-4-7575-7998-9 (ed. regolare) ISBN 978-4-7575-7999-6 (ed. limitata) | 23 agosto 2023              | ISBN 978-88-226-4176-2      |
| 6  | 27 gennaio 2023             | ISBN 978-4-7575-8366-5                                                      | 22 novembre 2023            | ISBN 978-88-226-4385-8      |
| 7  | 27 luglio 2023              | ISBN 978-4-7575-8632-1 (ed. regolare) ISBN 978-4-7575-8633-8 (ed. limitata) | 27 febbraio 2024            | ISBN 978-88-226-4523-4      |
| 8  | 26 gennaio 2024             | ISBN 978-4-7575-8925-4 (ed. regolare) ISBN 978-4-7575-8924-7 (ed. limitata) | 3 settembre 2024            | ISBN 978-88-226-5041-2      |
| 9  | 26 luglio 2024              | ISBN 978-4-7575-9316-9                                                      | 25 febbraio 2025            | ISBN 978-88-226-5440-3      |
| 10 | 27 gennaio 2025             | ISBN 978-4-7575-9596-5                                                      | 26 agosto 2025              | ISBN 978-88-226-5836-4      |
| 11 | 26 luglio 2025              | ISBN 978-4-7575-9925-3 (ed. regolare) ISBN 978-4-7575-9926-0 (ed. limitata) | —                           | —                           |

## Accoglienza
A ottobre 2021 i primi tre volumi avevano in circolazione oltre 250 000 copie. Nel dicembre 2022, il manga aveva superato il milione di copie in circolazione.